# Gustaf Neumann (Wirtschaftsinformatiker)
Gustaf Neumann (* 30. August 1958 in Wien) ist ein österreichischer Wirtschaftsinformatiker.

## Leben und Wirken
Gustaf Neumann wurde 1958 als Sohn von Gustaf Adolf Neumann geboren. Er studierte ab 1978 Betriebswirtschaftslehre und Wirtschaftsinformatik an der Wirtschaftsuniversität Wien. Ab 1980 war er Assistent am Institut für Wirtschaftsinformatik und erhielt 1983 die Sponsion zum Magister. 1984 begann er ein Doktoratsstudium und erhielt 1985/1986 eine Karenzierung zu Studien am Thomas J. Watson Research Center in den Vereinigten Staaten. 1987 wurde er mit der Arbeit Metaprogrammierung und Prolog promoviert. Anschließend war er wissenschaftlicher Assistent am Institut für Wirtschaftsinformatik und habilitierte sich 1993. Anschließend wurde der wieder Mitarbeiter am Thomas J. Watson Research Center.
1995 wurde er als Professor auf den Lehrstuhl für Wirtschaftsinformatik an der Universität Essen berufen und leitete bis 1999 das Institut für Wirtschaftsinformatik. 2000 wurde er Leiter des Instituts für Wirtschaftsinformatik und Neue Medien an der Wirtschaftsuniversität Wien. Seit 2004 leitet er das E-Learning-Projekt der Wirtschaftsuniversität. Die an seinem Lehrstuhl auf der Basis von Open-Source-Software entwickelte E-Learning-Plattform „Learn@WU“ wird weltweit intensiv genutzt.
Gustaf Neumann entwickelte mit Uwe Zdun die Programmiersprache „Extended Object Tcl“ (XOTcl), die unter anderem von Apple in die Programmierumgebung des Mac OS X Tiger integriert wurde. Er gehört zu den Autoren des zweibändigen Buches Wirtschaftsinformatik, das seit 1976 in mehreren Auflagen erschien. Mit Bernd Simon war er 2003 Gründer des Beratungsunternehmens „Knowledge Markets Consulting“.
Gustaf Neumann ist verheiratet mit der Wirtschaftsinformatikerin Lore Neumann.

## Auszeichnungen
- 1987: Heinz-Zemanek-Preis der Österreichischen Computer Gesellschaft
- 1989, 2007: „Senator-Wilhelm-Wilfling-Preis“ der Wirtschaftsuniversität Wien[6]
- 2005: „WU Best Paper award“ der Wirtschaftsuniversität Wien[7]
- 2012: „Senator-Wilhelm-Wilfling-Förderungspreis“ der Wirtschaftsuniversität Wien[8]

## Schriften
- Metaprogrammierung und Prolog. Dissertation. Wirtschaftsuniversität Wien 1987. Addison-Wesley, Bonn 1988, ISBN 3-925118-94-2.
- mit Hans Robert Hansen, Robert Mühlbacher: Begriffsbasierte Integration von Systemanalysemethoden. Physica, Heidelberg 1993, ISBN 3-7908-0653-6.
- Datenmodellierung mit deduktiven Techniken. Physica, Heidelberg 1994, ISBN 3-7908-0717-6.
- mit Hans Robert Hansen: Wirtschaftsinformatik. Teil 2: Informationstechnik. 9. Auflage. Lucius & Lucius, Stuttgart 2005, ISBN 3-8252-2670-0.
- mit Hans Robert Hansen: Wirtschaftsinformatik. Teil 1: Grundlagen und Anwendungen. 10. Auflage. Lucius & Lucius, Stuttgart 2009, ISBN 978-3-8252-2669-5.